# Enrique Peñaranda del Castillo
Enrique Peñaranda del Castillo (La Paz, 15 de novembro de 1892 — Madrid, 22 de dezembro de 1969) foi um político boliviano e presidente de seu país entre 15 de abril de 1940 e 20 de dezembro de 1943.
Após o resultado insatisfatório da Guerra do Chaco, o exército se projeta na vida política boliviana. A elite civil ligada aos mineradores de estanho é responsabilizada pela derrota. Nesse contexto, o governo Toro (1936 a 1937) representa um socialismo militar, de matiz "anti-imperialista". Toro chegou a nacionalizar os bens da Standard Oil, por suspeita de colaboracionismo com o inimigo paraguaio. O governo Busch estabelece direitos trabalhistas e cria um Banco Minerador. 
No governo Peñaranda, de 1939 a 1945, políticos ligados aos mineradores voltam ao poder. As reformas sociais foram desfeitas. Oferta-se estanha ao esforço bélico dos Estados Unidos por preço abaixo do de mercado. 
A manifestação pacífica na mina de Catavi (1942) foi reprimida com brutalidade, o que desgastou o governo. A mobilização opositora avança: Partido Operário Revolucionário, de matiz trotskista; e Movimento Nacional Revolucionário, liberal. 